# Stefania del Belgio
Stefania del Belgio (nome completo Stéphanie Clotilde Louise Herminie Marie Charlotte de Saxe-Cobourg et Gotha) (Laeken, 21 maggio 1864 – Pannonhalma, 23 agosto 1945), nata principessa del Belgio, duchessa di Sassonia, principessa di Sassonia-Coburgo-Gotha, divenne per matrimonio prima arciduchessa d'Austria e, in seguito, contessa di Lonyay.

## Biografia

### Infanzia
Stefania era la terza figlia del re dei Belgi Leopoldo II e della regina Maria Enrichetta d'Asburgo-Lorena.
I suoi nonni paterni erano il re Leopoldo I del Belgio e la regina Luisa, nata principessa d'Orléans; quelli materni erano il conte palatino d'Ungheria Giuseppe Antonio Giovanni d'Asburgo-Lorena e la duchessa Maria Dorotea di Württemberg.
La sua infanzia fu segnata dal profondo disaccordo esistente tra i suoi genitori e dalla morte prematura del fratello maggiore Leopoldo, avvenuta nel 1869.

### Arciduchessa d'Austria

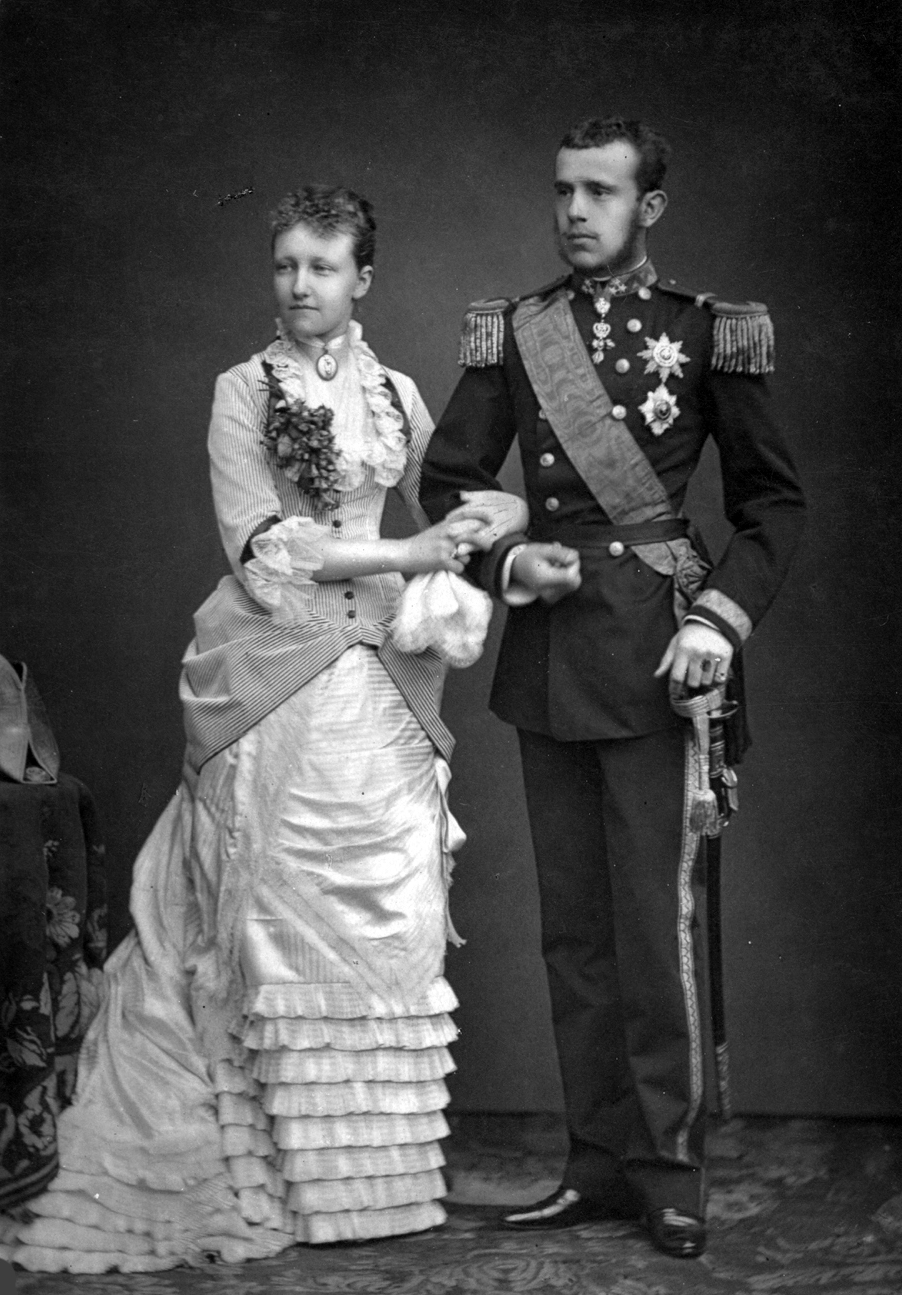
Stefania e Rodolfo d'Asburgo-Lorena

Prima di compiere il suo sedicesimo anno di età venne destinata a sposare Rodolfo d'Asburgo-Lorena (1858-1889), figlio dell'imperatore Francesco Giuseppe e dell'imperatrice Elisabetta.
Il fidanzamento fu ufficializzato il 10 marzo del 1880, mentre il matrimonio venne ritardato di un anno, in attesa che la sposa raggiungesse la pubertà. Fu celebrato il 10 maggio 1881 a Vienna, nella Chiesa degli Agostiniani.
Le trattative per questo matrimonio furono condotte direttamente dall'imperatore Francesco Giuseppe, interessato a salvaguardare il futuro della dinastia degli Asburgo; l'imperatrice Elisabetta, invece, avrebbe desiderato per il figlio un matrimonio d'amore. Rodolfo, cedendo ai suoi doveri di principe ereditario, acconsentì a sposare Stefania.
L'unica figlia della coppia fu l'arciduchessa Elisabetta, nata il 2 settembre del 1883 e morta il 22 marzo del 1963.
Il matrimonio tra Stefania e Rodolfo, nonostante la nascita della figlia, pare che non fosse particolarmente felice.
A causa di Rodolfo, Stefania contrasse la gonorrea, una malattia venerea che la rese sterile: non potendo più avere figli, il futuro della dinastia era quindi vacillante. L'irrequieto Rodolfo, che conduceva una vita sempre più traviata e dedita all'alcool, approfittò di questa circostanza per chiedere ufficialmente, nel 1888, l'annullamento del suo matrimonio con Stefania, ma papa Leone XIII rifiutò.
Il 30 gennaio del 1889 Rodolfo venne trovato morto nel suo casino di caccia a Mayerling, assieme alla baronessa Maria Vetsera.

### Contessa di Lonyay

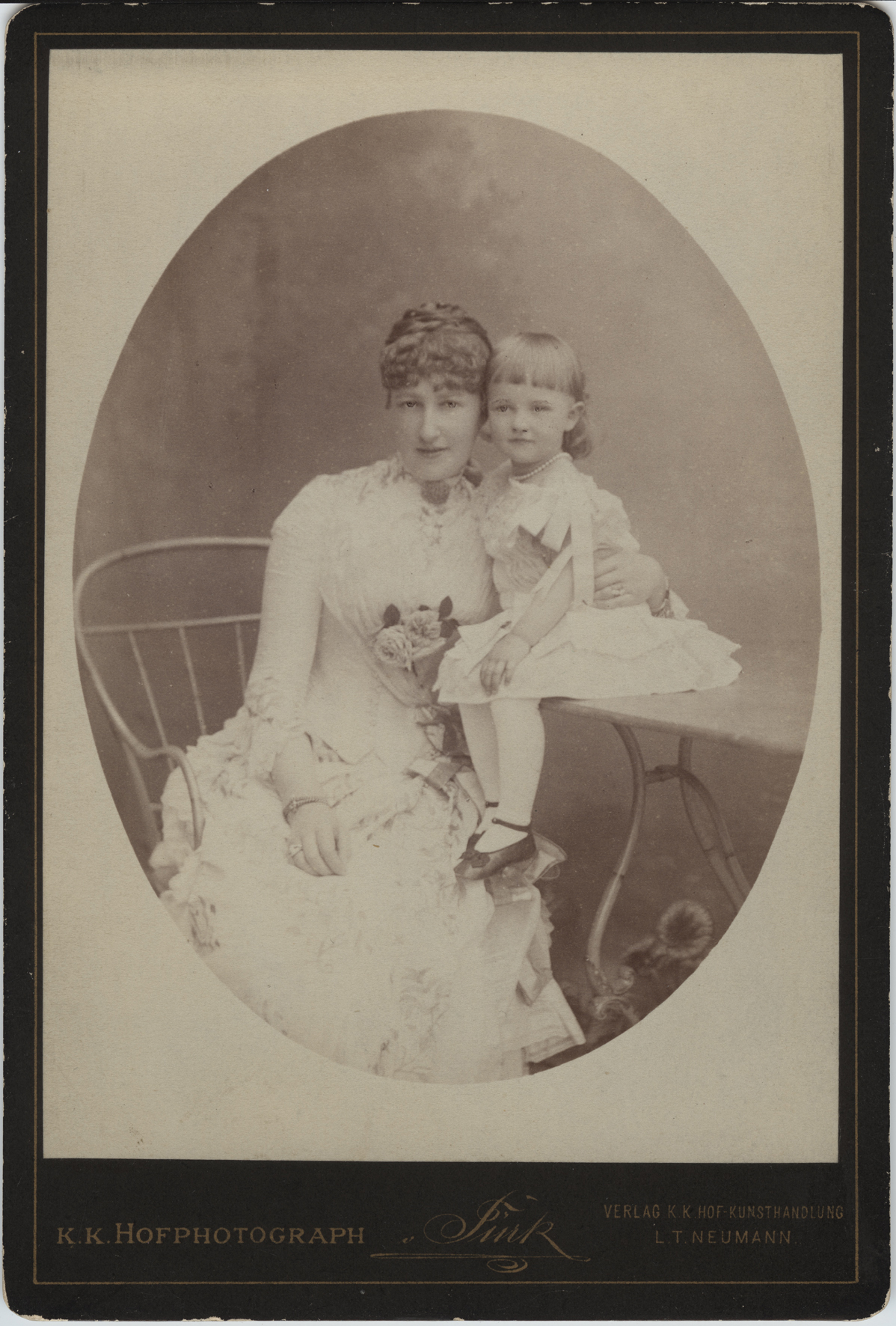
Elisabetta Maria d'Asburgo-Lorena, con la madre Stefania del Belgio

Dopo questo primo matrimonio di ragione, Stefania ne contrasse un secondo il 22 marzo del 1900 con il conte Elmer de Lonyay, perdendo tutti i suoi titoli imperiali e provocando la collera del padre Leopoldo II, che la diseredò.
La principessa Stefania e il conte Lonyay si stabilirono nel castello di Oroszvár in Ungheria.
Ella pubblicò nel 1937 un libro di memorie intitolato Je devais être impératrice.

### Ultimi anni
Alla fine della seconda guerra mondiale, all'arrivo dell'armata sovietica in Ungheria, la coppia lasciò il castello per rifugiarsi presso l'abbazia benedettina di Pannonhalma, dove la principessa, colpita da un'emorragia cerebrale, morì. Era il 23 agosto 1945.
Stefania è sepolta nella cripta di questa abbazia.

## Discendenza
| Immagine | Nome                                                          | Nascita                     | Morte                 | Matrimonio                                               | Consorte                                      | Note                   | Discendenza        |
| -------- | ------------------------------------------------------------- | --------------------------- | --------------------- | -------------------------------------------------------- | --------------------------------------------- | ---------------------- | ------------------ |
|          | Elisabetta Maria Elisabetta Maria Enrichetta Stefania Gisella | 2 settembre 1883, Laxenburg | 16 marzo 1963, Vienna | 1. 23 gennaio 1902 - 1918 (separazione) 2. 4 maggio 1948 | 1. Otto zu Windisch-Graetz 2. Leopold Petznek | Arciduchessa d'Austria | 4 figli e 8 nipoti |

## Titoli e trattamento
Alla sua nascita, come figlia del re Leopoldo II, Stefania fu intitolata Principessa di Sassonia-Coburgo-Gotha e Duchessa di Sassonia, con il predicato di Altezza Reale, secondo i titoli della sua casata, e porta il titolo non ufficiale di Principessa di Belgio, che sarà ufficialmente regolarizzato con regio decreto del 14 marzo 1891.
- 21 maggio 1864 – 10 maggio 1881: Sua Altezza Reale la Principessa Stefania di Sassonia_coburgo-Gotha, duchessa di Sassonia
- 10 maggio 1881 – 30 gennaio 1889: Sua Altezza Imperiale e Reale la Principessa ereditaria d'Austria, Ungheria, Boemia e Croazia
- 30 gennaio 1889 – 22 marzo 1900: Sua Altezza Imperiale e Reale la Principessa ereditaria vedova d'Austria, Ungheria, Boemia e Croazia
- 22 marzo 1900 – 28 gennaio 1917: Sua Altezza Reale la Principessa Stefania, Contessa Elemér Lónyay de Nagy-Lónya
- 28 gennaio 1917 – 23 agosto 1945: Sua Altezza Reale la Principessa Elemér Lónyay de Nagy-Lónya.

## Ascendenza
|                                   |                       |                                         | Genitori                                   |  |  | Nonni |  |  | Bisnonni                                        |  |  | Trisnonni                                     |  |
|                                   |                       |                                         |                                            |  |  |       |  |  | Francesco Federico di Sassonia-Coburgo-Saalfeld |  |  | Ernesto Federico di Sassonia-Coburgo-Saalfeld |  |
|                                   |                       |                                         |                                            |  |  |       |  |  | Francesco Federico di Sassonia-Coburgo-Saalfeld |  |  | Ernesto Federico di Sassonia-Coburgo-Saalfeld |  |
|                                   |                       | Sofia Antonia di Brunswick-Wolfenbüttel |                                            |  |  |       |  |  | Francesco Federico di Sassonia-Coburgo-Saalfeld |  |  |                                               |  |
| Leopoldo I del Belgio             |                       |                                         |                                            |  |  |       |  |  | Francesco Federico di Sassonia-Coburgo-Saalfeld |  |  |                                               |  |
|                                   |                       | Augusta di Reuss-Ebersdorf              | Enrico XXIV di Reuss-Ebersdorf             |  |  |       |  |  |                                                 |  |  |                                               |  |
|                                   |                       | Augusta di Reuss-Ebersdorf              | Enrico XXIV di Reuss-Ebersdorf             |  |  |       |  |  |                                                 |  |  |                                               |  |
|                                   |                       | Augusta di Reuss-Ebersdorf              | Carolina Ernestina di Erbach-Schönberg     |  |  |       |  |  |                                                 |  |  |                                               |  |
| Leopoldo II del Belgio            |                       | Augusta di Reuss-Ebersdorf              |                                            |  |  |       |  |  |                                                 |  |  |                                               |  |
|                                   |                       | Luigi Filippo di Francia                | Luigi Filippo II di Borbone-Orléans        |  |  |       |  |  |                                                 |  |  |                                               |  |
|                                   |                       | Luigi Filippo di Francia                | Luigi Filippo II di Borbone-Orléans        |  |  |       |  |  |                                                 |  |  |                                               |  |
|                                   |                       | Luigi Filippo di Francia                | Luisa Maria Adelaide di Borbone-Penthièvre |  |  |       |  |  |                                                 |  |  |                                               |  |
| Luisa Maria d'Orléans             |                       | Luigi Filippo di Francia                |                                            |  |  |       |  |  |                                                 |  |  |                                               |  |
|                                   |                       | Maria Amalia di Napoli e Sicilia        | Ferdinando IV di Napoli e III di Sicilia   |  |  |       |  |  |                                                 |  |  |                                               |  |
|                                   |                       | Maria Amalia di Napoli e Sicilia        | Ferdinando IV di Napoli e III di Sicilia   |  |  |       |  |  |                                                 |  |  |                                               |  |
|                                   |                       | Maria Amalia di Napoli e Sicilia        | Maria Carolina d'Austria                   |  |  |       |  |  |                                                 |  |  |                                               |  |
| Stefania del Belgio               |                       | Maria Amalia di Napoli e Sicilia        |                                            |  |  |       |  |  |                                                 |  |  |                                               |  |
|                                   | Leopoldo II d'Austria | Francesco I di Lorena                   |                                            |  |  |       |  |  |                                                 |  |  |                                               |  |
|                                   | Leopoldo II d'Austria | Francesco I di Lorena                   |                                            |  |  |       |  |  |                                                 |  |  |                                               |  |
|                                   | Leopoldo II d'Austria | Maria Teresa d'Austria                  |                                            |  |  |       |  |  |                                                 |  |  |                                               |  |
| Giuseppe Antonio d'Asburgo-Lorena | Leopoldo II d'Austria |                                         |                                            |  |  |       |  |  |                                                 |  |  |                                               |  |
|                                   |                       | Maria Luisa di Spagna                   | Carlo III di Spagna                        |  |  |       |  |  |                                                 |  |  |                                               |  |
|                                   |                       | Maria Luisa di Spagna                   | Carlo III di Spagna                        |  |  |       |  |  |                                                 |  |  |                                               |  |
|                                   |                       | Maria Luisa di Spagna                   | Maria Amalia di Sassonia                   |  |  |       |  |  |                                                 |  |  |                                               |  |
| Maria Enrichetta d'Austria        |                       | Maria Luisa di Spagna                   |                                            |  |  |       |  |  |                                                 |  |  |                                               |  |
|                                   |                       | Ludovico Federico di Württemberg        | Federico II Eugenio di Württemberg         |  |  |       |  |  |                                                 |  |  |                                               |  |
|                                   |                       | Ludovico Federico di Württemberg        | Federico II Eugenio di Württemberg         |  |  |       |  |  |                                                 |  |  |                                               |  |
|                                   |                       | Ludovico Federico di Württemberg        | Federica Dorotea di Brandeburgo-Schwedt    |  |  |       |  |  |                                                 |  |  |                                               |  |
| Maria Dorotea di Württemberg      |                       | Ludovico Federico di Württemberg        |                                            |  |  |       |  |  |                                                 |  |  |                                               |  |
|                                   |                       | Enrichetta di Nassau-Weilburg           | Carlo Cristiano di Nassau-Weilburg         |  |  |       |  |  |                                                 |  |  |                                               |  |
|                                   |                       | Enrichetta di Nassau-Weilburg           | Carlo Cristiano di Nassau-Weilburg         |  |  |       |  |  |                                                 |  |  |                                               |  |
|                                   |                       | Enrichetta di Nassau-Weilburg           | Carolina d'Orange-Nassau                   |  |  |       |  |  |                                                 |  |  |                                               |  |
|                                   |                       | Enrichetta di Nassau-Weilburg           |                                            |  |  |       |  |  |                                                 |  |  |                                               |  |